# Lingua krio
La lingua krio è una lingua creola basata sull'inglese parlata in Sierra Leone.

## Distribuzione geografica
La lingua krio è diffusa presso l'omonimo popolo dei krio, una comunità di circa 250.000 individui che discendono da schiavi liberati e insediatisi a Freetown, la capitale della Sierra Leone. Il krio è inoltre utilizzato come lingua franca da altri 6 milioni di abitanti della Sierra Leone (appartenenti a diversi gruppi etnici) e da migliaia di krio che vivono in altri paesi dell'Africa occidentale.

## Storia

### Le origini
Le premesse per lo sviluppo del krio si posero tra il XVII e il XVIII secolo, quando un pidgin inglese (noto come pidgin inglese dell'Africa occidentale o inglese creolo della costa guineana) si sviluppò per facilitare gli scambi (fra cui, soprattutto, il commercio di schiavi) tra europei e africani.
Questo primo pidgin divenne a sua volta la lingua franca della regione, utilizzata dagli stessi abitanti dell'Africa occidentale per comunicare tra loro (la diffusione si ebbe soprattutto lungo le vie di commercio fluviali). Tale pidgin venne successivamente influenzato dalle parlate dei diversi gruppi di schiavi affrancati che si stanziarono in Sierra Leone tra il 1787 e il 1855 circa. Si arrivò così allo sviluppo del krio, lingua nativa dei discendenti degli schiavi liberati: proprio per questa sua peculiare storia, il krio è stato definito "un misto di lingue miste".

### L'uso del krio in Sierra Leone
Gran parte della comunità krio vive nella capitale Freetown. Essa rappresenta solo il 2% della popolazione della Sierra Leone. Tuttavia, grazie alla profonda influenza culturale esercitata sul paese da tale comunità (specie durante il periodo coloniale), il krio è diventato la lingua franca, utilizzata da tutte le tribù sierraleonesi per la comunicazione tra le diverse etnie: per tale motivo, molti membri delle tribù che abitano le regioni interne, tra cui i membe, i temne e i limba, sono cresciuti usando sia la loro lingua nativa che il krio.

### L'uso del krio all'estero
Durante il XIX secolo, molti krio operarono in qualità di mercanti o missionari in altre zone dell'Africa occidentale: come risultato, si hanno comunità parlanti krio anche in Gambia, Nigeria, Camerun e Guinea Equatoriale.

### Il periodo post-coloniale
Durante il periodo coloniale, le autorità cercarono di dissuadere i sierraleonesi dal parlare il krio. Tuttavia, dopo l'indipendenza dal Regno Unito (1961), scrittori ed educatori cominciarono a promuoverne l'utilizzo. Negli anni sessanta, Thomas Decker compose diverse poesie e tradusse alcune opere di William Shakespeare in krio. Agli anni ottanta risale invece la traduzione del Nuovo Testamento.
Pur essendo l'inglese la sola lingua ufficiale del paese, il Ministero dell'educazione, a partire dagli anni novanta, ha cominciato a favorire l'uso del krio quale mezzo di insegnamento in alcune scuole elementari di Freetown. Attualmente, molti programmi radio sono trasmessi in krio, mentre i politici usano sempre più spesso tale lingua nelle loro dichiarazioni pubbliche.

## Fonologia
Il sistema fonetico è fortemente influenzato dalle lingue africane, in particolare dalla lingua yoruba della Nigeria.

## Grammatica
La grammatica e la struttura della frase sono fortemente influenzati dalle lingue africane, in particolare dalla lingua yoruba della Nigeria.

## Vocabolario
Il lessico del krio deriva principalmente dall'inglese.
Pur essendo molto simile al pidgin inglese della Nigeria e al pidgin inglese del Camerun, il krio possiede alcune caratteristiche distintive. Vi sono, tra l'altro, alcune somiglianze con le lingue creole, basate sull'inglese, utilizzate nelle Americhe (fra cui, soprattutto, il creolo giamaicano e la lingua gullah).

## Sistema di scrittura
Per la scrittura viene utilizzato l'alfabeto latino.

## Esempi
Kushe. - "Ciao." (derivato dal saluto yoruba È kú işé, che significherebbe "auguri per il tuo lavoro").
Kushe-o. - "Ciao."
Weytin na yu neym? - "Come ti chiami?"
A neym Jeymz. - "Il mio nome è James."
Usai yu kohmoht? - "Da dove vieni?"
A kohmoht Eystinz. - "Vengo da Hastings."
Us wok yu dey du?  - "Che lavoro fai?"
Mi na ticha. - "Faccio l'insegnante."
Na us skul yu dey tich? - "Presso quale scuola insegni?"
A dey tich na Prins ohv Weylz. - "Insegno alla Prince of Wales."
A gladi foh mit yu. - "Sono lieto di incontrarti."
Misef gladi foh mit yu. - "Anch'io sono felice di incontrarti."
OK, wi go si bak. - "Va bene, ci vediamo."